# Acnee
Acneea este o afecțiune a epidermei apărută ca urmare a unei hipersecreții a glandelor sebacee și caracterizată prin puncte negre, puncte albe sau coșuri care apar la suprafața pielii. În unele cazuri apar și leziuni mai profunde, denumite chisturi.
Acne vulgaris (sau simplu acnee) este o afecțiune a pielii pe termen lung caracterizată prin zone cu puncte negre, puncte albe, pustule, piele grasă și posibilitatea apariției unor semne. Aspectul rezultat poate duce la anxietate, stimă de sine scăzută și, în cazuri extreme, depresie sau gânduri de suicid.
Acneea poate apărea și la alte vârste decât ceea a pubertății, și sub diferite forme:
- Acneea vulgară (acneea polimorfă juvenilă) - este cunoscută sub numele de acneea vulgaris și afectează în general adolescenții, dar poate persista și după perioadă adolescenței și poate ajunge la forme foarte severe.  Acneea vulgară este cauzată de secreția prea mare de sebum care astupă porii, iar astuparea porilor duce la apariția unor pete sau umflături purulente.
- Acneea rozacee
- Acneea medicamentoasă și profesională
- Acneea conglobată
- Acneea pustulosă
- Acneea necrotică
- Acneea cheloidiană

## Cauze și patologie
Se estimează că genetica este responsabilă pentru 80% dintre cazuri. Rolul dietei ca și cauză nu este clar. Nici curățenia sau lumina soarelui nu par a fi implicate. Însă, fumatul țigărilor crește riscul apariției acneei sau a înrăutățirii acesteia. Acneea afectează cel mai mult pielea ce are un număr ridicat de glande sebacee incluzând fața, partea de sus a pieptului și spatele. În timpul pubertății ambelor sexe, acneea este adeseori pornită de androgeni, precum testosteronul.

## Prevenirea și tratamentul
Există multe opțiuni de tratament pentru a îmbunătăți aspectul acneei, inclusiv schimbări ale stilului de viață, proceduri și medicamente. Consumul mai mic de carbohidrați simpli precum zahărul poate ajuta. Peroxidul de benzoil topic, acidul salicilic și acidul azelaic sunt tratamente utilizate în mod obișnuit. Antibioticele și retinoidele pot fi utilizate local sau pe cale orală pentru a trata acneea.   Însă, poate apărea o rezistență la antibiotice.. Un număr de pilule contraceptive pot fi folositoare pentru femei. . Isotretinoin administrat pe cale orală este, în general, rezervat doar cazurilor de acnee severă, din cauza potențialelor efecte adverse. Tratamentul agresiv și timpuriu este recomandat de unele persoane pentru a minimiza impactul pe termen lung asupra indivizilor.
Metodele de tratare a acneei acționează în cel puțin patru moduri diferite, incluzând următoarele: reducerea inflamației, manipularea hormonală, distrugerea C. acnes și normalizarea fluxului de celule cutanate și a producției de sebum în pori pentru a preveni blocajele. Tratamentele tipice includ terapii topice, cum ar fi antibioticele, peroxidul de benzoil și retinoizii, și tratamente sistemice, inclusiv antibiotice, hormoni și retinoizi pe cale orală. Studiile de laborator au arătat rezultate promițătoare în utilizarea CBD pentru a ameliora durerea și inflamația asociate cu acneea. Tratamente precum terapia cu lumină și terapia cu laser nu sunt terapii de primă linie și, de obicei, joacă doar un rol complementar din cauza costului ridicat și a dovezilor limitate. Terapia cu lumină albastră are beneficii neclare.

## Dietă
Relația dintre dietă și acnee este neclară, deoarece nu există dovezi de înaltă calitate care să afirme în mod definitiv o relație între ele. Dietele cu încărcătură glicemică înaltă au reieșit că au diferite gradații de efecte asupra severității acneei. Multiple experimente clinice cu dublu orb și studii nealeatoare au găsit că o dietă cu încărcătură glicemică scăzută are efectul de a reduce acneea. Există dovezi observaționale slabe care sugerează o legătură între consumul de lapte/lactate cu o frecvență și severitate mărite ale acneei. Laptele conține proteină de zer, hormoni ca IGF-1 bovin și precursori de  dihidrotestosteron. Unele studii sugerează că aceste componente sporesc efectele insulinei și IGF-1, prin urmare mărind producția de hormoni androgeni, de sebum și formarea de comedoane. Dovezile disponibile nu susțin vreo legătură între consumul de ciocolată sau sare și severitatea acneei. Puține studii au examinat legătura dintre obezitate și acnee. Vitamina B12 poate declanșa erupții cutanate similare acneei (erupții acneiforme), sau înrăutăți aceea existentă când este luată în doze care depășesc doza zilnică recomandată. A mânca mâncăruri grase nu sporește sau înrăutățește acneea.

## Epidemiologie
Acneea apare în mod normal în timpul adolescenței, afectând aproximativ 80–90% dintre tinerii din lumea occidentală. Cazuri mai puține sunt raportate într-unele din zonele rurale. În 2010, se estima că acneea afecta 650 milioane de oameni la nivel global, rezultând a 8-a cea mai comună boală de pe mapamond. Oamenii pot fi, de asemenea, afectați înainte și după pubertate. Deși devine mai puțin comună în perioada adultă decât în adolescență, aproximativ jumătate dintre oamenii între 20 și 30 de ani continuă să aibă acnee. Aproximativ 4% continuă să aibă dificultăți după vârsta de 40 de ani.